# New Carlisle, Indiana
New Carlisle är en ort i St. Joseph County i delstaten Indiana, USA.